# Otopleura
Genre
Otopleura est un genre de mollusques gastéropodes de la famille des Pyramidellidae.

## Liste d'espèces
Selon World Register of Marine Species (1 août 2015) :
- Otopleura auriscati (Holten, 1802)
- Otopleura glans (Reeve, 1843)
- Otopleura mitralis (A. Adams, 1854)
- Otopleura nitida (A. Adams, 1854)
- Otopleura nodicincta (A. Adams, 1854)

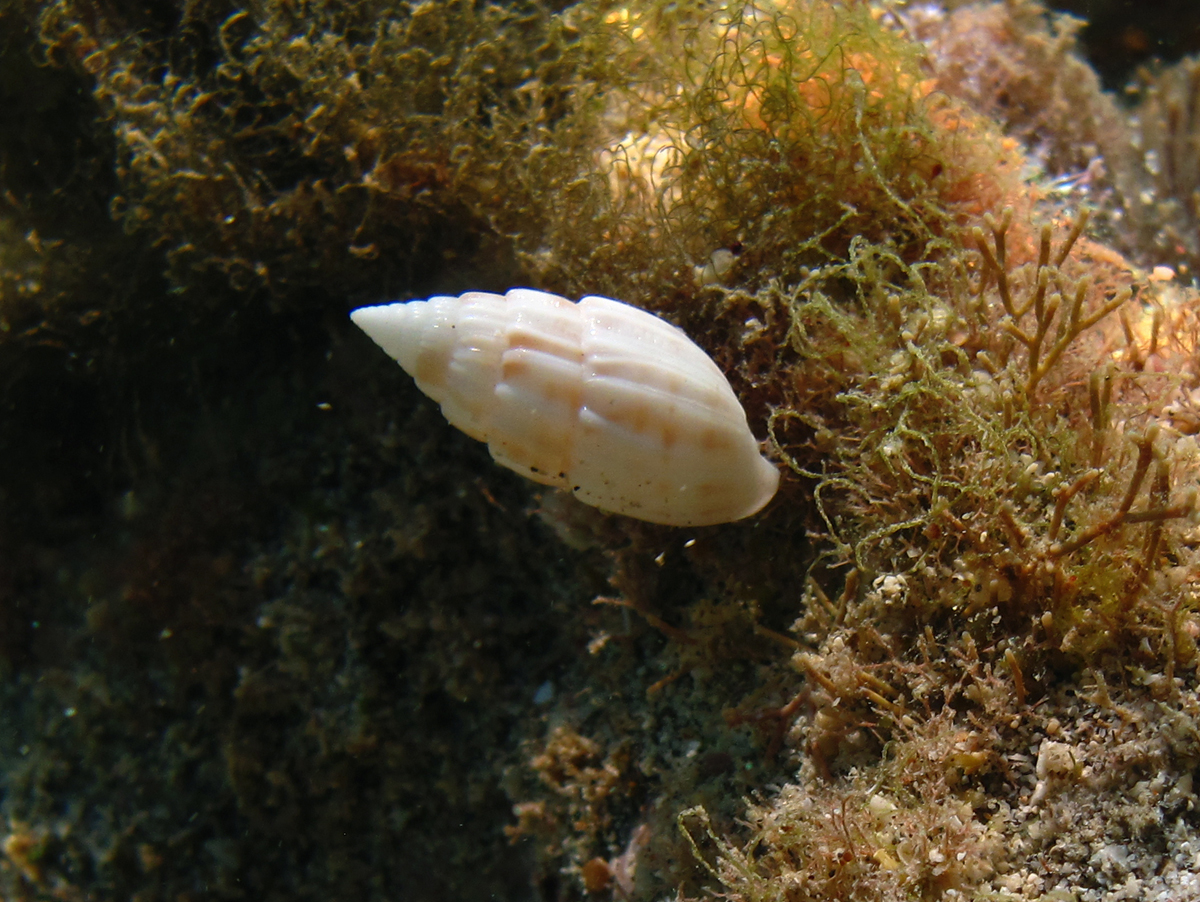
Otopleura auriscati.
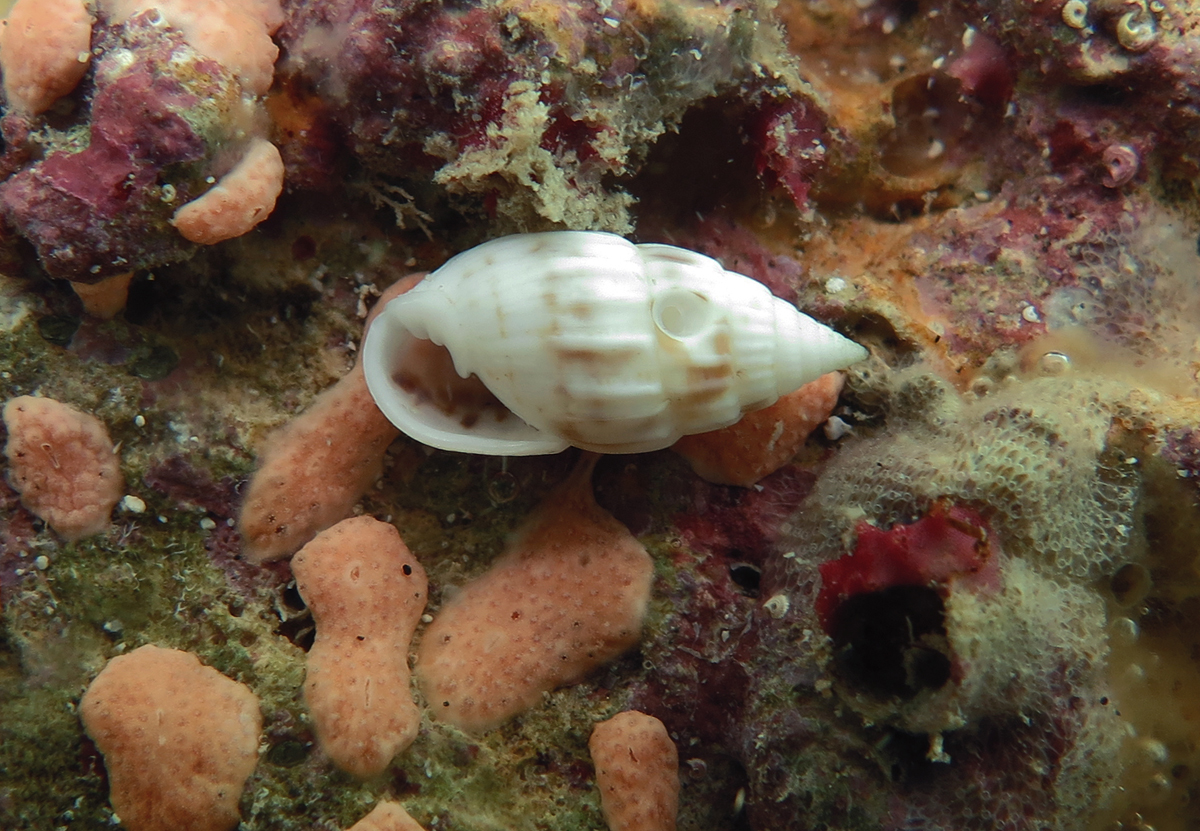
Otopleura mitralis.
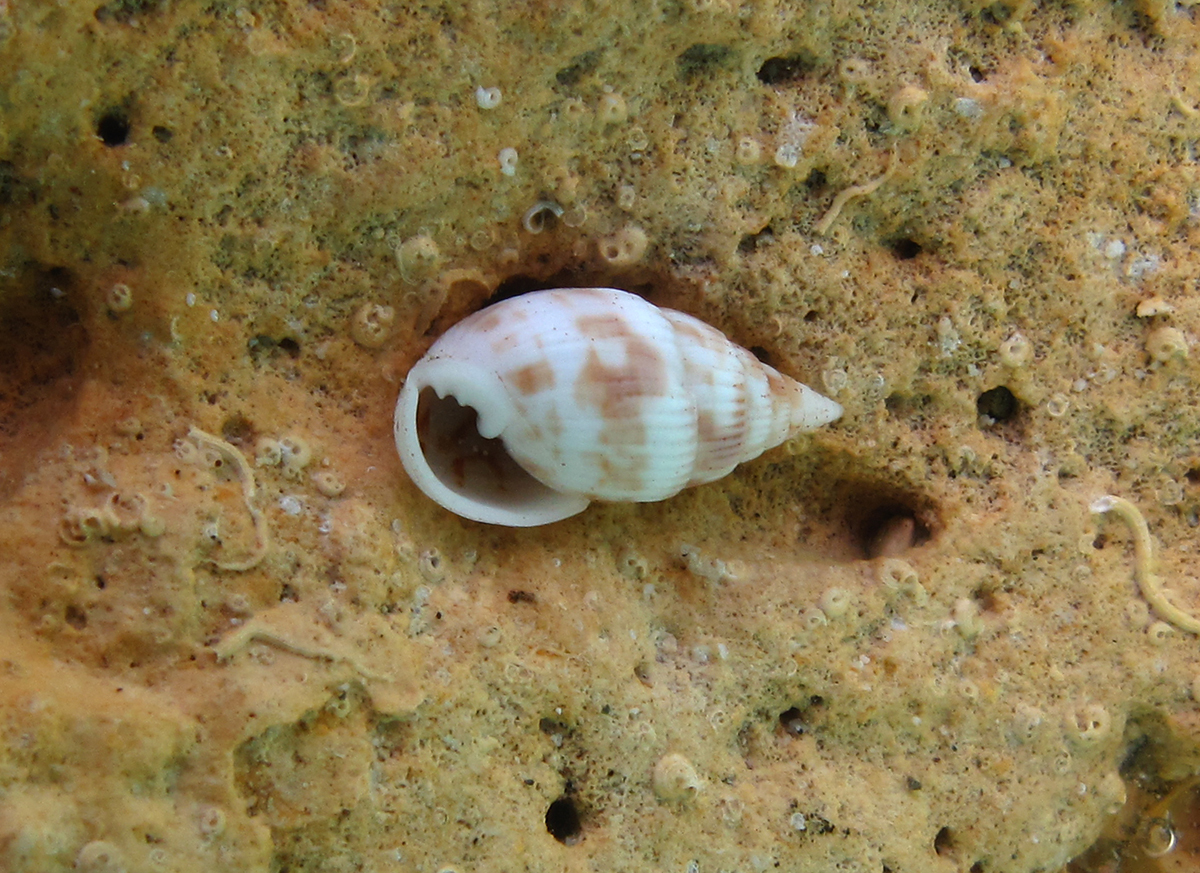
Otopleura nitida.